# Pasireotide
Il pasireotide è un peptide, analogo della somatostatina, caratterizzato da un'affinità per il recettore della somatostatina 5 quaranta volte maggiore dell'ormone endogeno e cinque volte maggiore rispetto agli altri analoghi. È un farmaco orfano sviluppato da Novartis, (Brand name: SIGNIFOR), studiato per la terapia della malattia di Cushing.
Il farmaco ha mostrato un potenziale effetto terapeutico in uno studio clinico del 2010 condotto su 162 pazienti trattati con somministrazione sottocutanea di parireotide (dosaggio di 2x 600 µg o 2x 900 µg al giorno). L'efficacia del trattamento è stata valutata con il dosaggio cortisolo libero urinario dopo sei mesi dal trattamento, dimostrandone una riduzione massima pari al 47,9%, unito a un miglioramento clinico in termini di pressione arteriosa, colesterolemia e perdita di peso.